# Hellénotame
L'hellénotame est un membre de l'administration du trésor de la ligue de Délos, c'est-à-dire du tribut versé par les alliés d'Athènes. Il est en fonction pour quatre ans. Ce magistrat grec gère le trésor de Délos, mais est également préposé au Theorikon, qui est l'argent donné aux plus pauvres pour qu'ils puissent assister aux représentations théâtrales.

## Sources
- August Boeckh, Economie politique des Athéniens, Paris, 1828, chap. 7, p. 292 lire en ligne
- http://philo-lettres.pagesperso-orange.fr/histoire_grecque.htm#hellanotames